# Kiss (canção de Dara)
Kiss é uma canção interpretada pela cantora sul-coreana Sandara Park. A canção conta com a participação de CL, sua companheira no girl group sul-coreano 2NE1. A canção foi produzida e escrita por Teddy Park produtor da YG Entertainment. A canção foi lançada como seu primeiro single solo oficial e também single do álbum To Anyone.

## Antecedentes
A canção foi usada para o filme comercial da Cass Beer.

## Vídeo musical

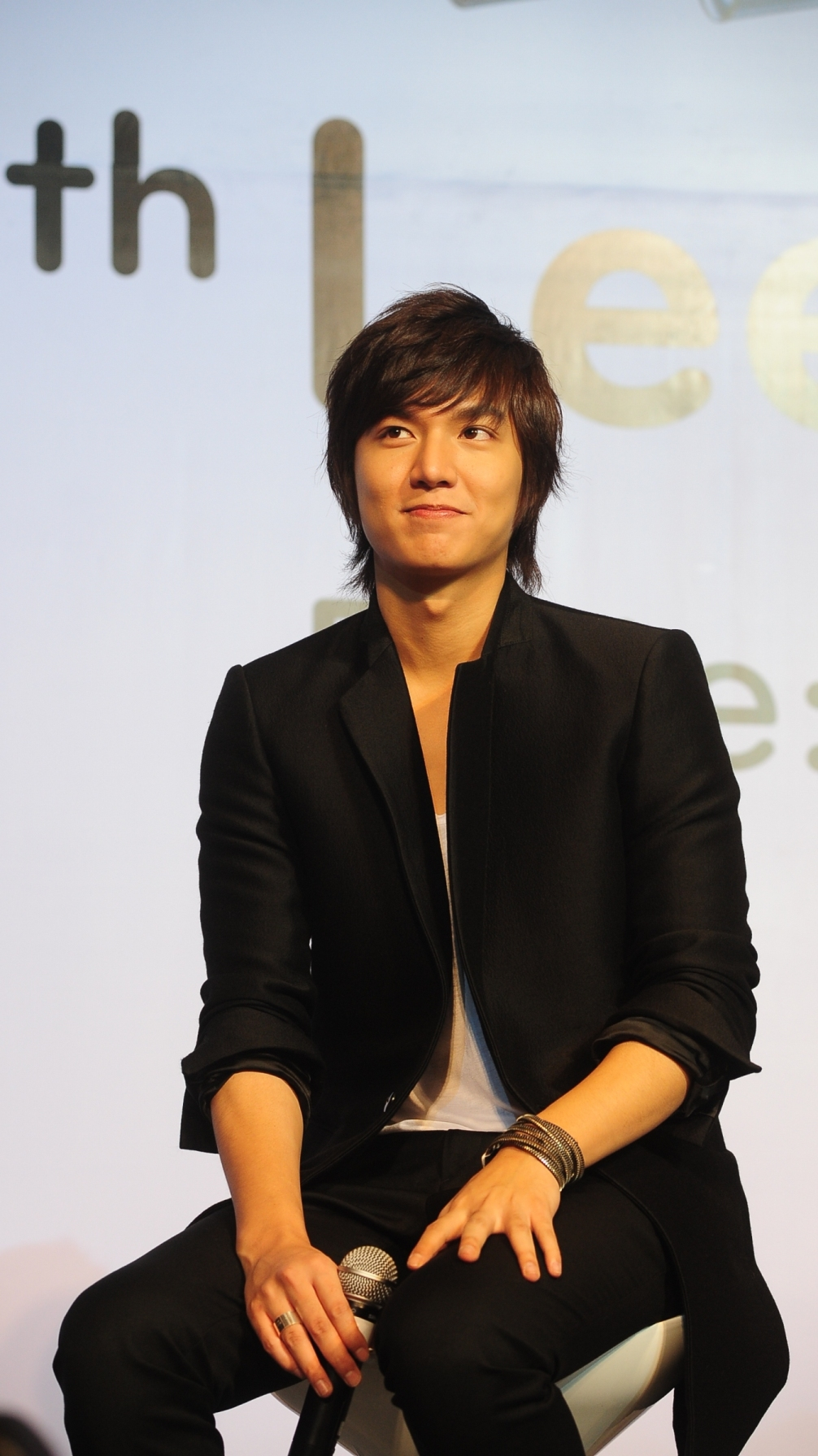
LG Optimus ambassador, Lee Min Ho, listening to a question from his fan

O vídeo musical da canção estreou no canal oficial no YouTube do 2NE1 em 5 de setembro de 2010, com mais 12,500,00 visualizações a partir de novembro de 2012. O vídeo da música recebeu um feedback positivo por parte dos fãs por causa da química entre Dara e Lee Min Ho.

### Sinopse
Lee Minho e os seus amigos estão no local de trabalho de Dara (a bartender) em um bar e seus amigos fazem uma aposta para ver se Minho pode fazer Dara se interessar por ele. Ele se aproxima dela e puxa-a de lado para dizer-lhe alguma coisa. Ele beija a bochecha dela e vai embora sorrindo. Dara o puxa de volta e lhe dá um tapa na frente de todos antes de ir embora. Então, na noite de um concerto, Minho é visto encostado em seu carro, e não consigo esquecer Dara ou a forma como Dara agiu em relação a ele no clube. À distância, ele então vê Dara novamente no meio da multidão. Surpreso, ele a segue. Minho tenta se aproximar dela e Dara fica irritada. Durante o concerto, Dara e Minho, eventualmente, aproveitam o show juntos. Depois do show, eles se sentam juntos para beber. Minho, em seguida, dá um anel de lata para Dara. Enquanto Dara estava passeando pela rua, Minho a vê novamente e a leva para fazer compras. Minho compra-lhe roupas caras e sapatos que Dara joga em uma lata de lixo depois de sair do carro de Minho. Antes dela sair do carro, Minho dá-lhe um convite para uma festa. Dara chega à festa usando uma roupa punk e rebelde. Minho tenta chamá-la em seu celular, mas ela o joga em um vidro da cerveja Cass Beer (que foram endossando). Minho ficou surpreso ao vê-la ali vestindo essa roupa, mas o que ela fez ao lado dele, seus amigos, e os clubgoers o surpreendeu. Ela beija Minho e deixa o anel em seu copo, Dara pede ao amigo de Minho o cheque e o rasga na frente dele, o que indica que ela sabia sobre a aposta. Dara começa a deixar Minho perturbado, mas pára por um momento, tocando o anel de lata no pescoço dela (agora em um colar), o que implica que ela ainda tenha sentimentos por ele.

## Formatos e lista de faixas
- Digital download[3]

1. "Kiss" – 3:33

- CD Single[4]

1. "Kiss" – 3:33

## Performances ao vivo
Sandara Park cantou a música durante a turnê do 2NE1, NOLZA. Ela também adicionou a música no setlist da New Evolution World Tour do 2NE1.

## Desempenho nas paradas
Após o seu lançamento, a canção atingiu o pico #5 no Gaon Chart. No gráfico Monkey3 Kiss bateu Heartbreaker do G-Dragon no #1 no gráfico diário, o single começou na posição #23 apenas dois dias antes, por isso fez um salto impressionante em um curto espaço de tempo.
| Gráfico | Melhores posições |
| ------- | ----------------- |
| Gaon    | 5                 |